# Меликулова, Угилой
Угилой Меликулова (2 марта 1921, кишлак Черештеппа, Бухарская народная советская республика — после 1980) — советская таджикская сельскохозяйственная деятельница, бригадир хлопководческой бригады колхоза. Член ВКП(б) с 1941 года. Герой Социалистического Труда (1957). Депутат Верховного совета СССР 7-го созыва (1966 — 1970).

## Биография
Угилой Меликулова родилась 2 марта 1921 года в кишлаке Черештеппа, который на тот момент находился под контролем Бухарской народной социалистической республики (ныне территория Таджикистана). По национальности — узбечка. В 1935 году окончила сельскую школу и начала работать в хлопководческом колхозе имени Кирова. В 1941 году стала членом ВКП(б).
В 1947 году была назначена звеньевой. Смогла добиться успехов в сборе хлопка, за что в 1949 году была удостоена ордена Трудового Красного Знамени. В 1951 году заняла место бригадира в хлопководческой бригаде того же колхоза. В 1955 и 1956 годах бригада Меликуловой получала самые большие урожаи хлопка в Регарском районе. 17 января 1957 года была удостоена звания Героя Социалистического Труда.
Меликулова также смогла достичь больших трудовых успехов во время Седьмой пятилетки (с 1959 по 1965 годы) за что была удостоена ордена Ленина. В 1966 году была избрана депутатом Верховного совета СССР 7-го созыва. В 1979 году приняла участие во Всесоюзном социалистическом соревновании, за что была удостоена ордена Трудового Красного Знамени. Проживала в Турсунзадевском районе (до 1978 года район назывался Регарским).

## Награды
Угилой Меликулова была удостоена следующих наград и званий:
- Звание Герой Социалистического Труда (Указ Президиума Верховного Совета СССР от 17 января 1957) — «за выдающиеся успехи, достигнутые в деле развития советского хлопководства, широкое применение достижений науки и передового опыта в возделывании хлопчатника и получение высоких и устойчивых урожаев хлопка-сырца»;

- Золотая медаль «Серп и Молот» (17 января 1957 — № 7069);
- Орден Ленина (17 января 1957 — № 305208);

- Орден Ленина (30 апреля 1966);
- 2 ордена Трудового Красного Знамени (23 июня 1949 и 5 марта 1980);
- Мастер хлопка Таджикской ССР (1954);
- также была награждена рядом медалей:

- 2 медали «За трудовую доблесть» (17 декабря 1949 и 8 апреля 1971).